# Hanseniaspora uvarum
Hanseniaspora uvarum är en svampart som först beskrevs av Niehaus, och fick sitt nu gällande namn av Shehata, Mrak & Phaff ex M.T. Sm. 1984. Hanseniaspora uvarum ingår i släktet Hanseniaspora och familjen Saccharomycodaceae.   Inga underarter finns listade i Catalogue of Life.